# Pseudomyrmex dendroicus
Pseudomyrmex dendroicus är en myrart som först beskrevs av Auguste-Henri Forel 1904.  Pseudomyrmex dendroicus ingår i släktet Pseudomyrmex och familjen myror. Inga underarter finns listade i Catalogue of Life.